# Eishockey-Weltmeisterschaft der Herren 2029
Die Eishockey-Weltmeisterschaft 2029 soll die 92. Austragung der Eishockey-Weltmeisterschaft der Herren werden. Der Veranstalter ist die International Ice Hockey Federation (IIHF). Das Turnier ist vom 11. bis 27. Mai 2029 in den slowakischen Städten Bratislava und Košice geplant.

## Vergabe
Die Bewerbung der Slowakei wurde 2024 offiziell eingereicht. Beim IIHF-Kongress 2025 im Waterfront Conference Center in Stockholm während der Weltmeisterschaft wurde der Zuschlag für die Austragung 2029 erteilt. Weitere potenzielle Bewerber wie Großbritannien und Ungarn zogen ihre Kandidaturen zurück oder reichten keine vollständigen Bewerbungen ein. Die Eishockey-WM der Herren wird zum dritten Mal in der Slowakei ausgetragen. Zuvor richtete man die Titelkämpfe 2011 und 2019 aus.

## Austragungsorte
| Bratislava |

| Košice |

| Bratislava |

| Košice |

Die Zimný štadión Ondreja Nepelu in Bratislava war bereits Spielstätte bei den Weltmeisterschaften 2011 und 2019. Die Steel Aréna in Košice wird für das Turnier renoviert und erweitert, um die IIHF-Anforderungen zu erfüllen.

## Teilnehmer
Die endgültige Teilnehmerliste wird nach der Weltmeisterschaft 2028 feststehen. Traditionell nehmen 16 Mannschaften teil:
- Die Top 14 Teams aus der vorherigen Weltmeisterschaft qualifizieren sich automatisch.
- Zwei Teams steigen aus der Division I A auf.

## Modus
Das Turnier wird in zwei Gruppen zu je acht Teams ausgetragen. Die besten vier jeder Gruppe qualifizieren sich für das Viertelfinale. Die Verlierer der Viertelfinals scheiden aus. Die Halbfinals und Finalspiele entscheiden über die Medaillenplätze. Die jeweils letzten Teams der Gruppen steigen in die Division I A ab.

## Zeitplan
- Gruppenphase: 11. bis 21. Mai 2029
- Viertelfinale: 23. Mai 2029
- Halbfinale: 25. Mai 2029
- Spiel um Platz 3 und Finale: 27. Mai 2029

## Qualifikation und Unterdivisionen
Parallel zur Top-Division werden auch die Weltmeisterschaften der Divisionen I A, I B, II und III ausgetragen.
| Division     | Austragungsort           | Zeitraum (geplant) |
| ------------ | ------------------------ | ------------------ |
| Division I A | wird noch bekanntgegeben | Frühjahr 2029      |
| Division I B | wird noch bekanntgegeben | Frühjahr 2029      |
| Division II  | wird noch bekanntgegeben | März – April 2029  |
| Division III | wird noch bekanntgegeben | März 2029          |